# Le Maître de Roucybeuf
Le Maître de Roucybeuf est la deuxième histoire de la série Johan et Pirlouit de Peyo. Elle est publiée pour la première fois du no 804 au no 831 du journal Spirou, puis sous forme d'album en 1954. Il s'agit de la dernière histoire de Johan en solo avant la première apparition de Pirlouit dans le tome suivant. C'est aussi dans cette histoire qu'apparaît pour la première fois la sorcière Rachel.

## Résumé
Un chevalier nommé Hugues rentre au château de son père après trois ans d'absence, en s'arrêtant dans une auberge, il y apprend que celui-ci a disparu. Pendant la nuit, il est attaqué par des truands a la solde d'un "Maître", qui aurait enlevé son père et qui aurait intérêt a le faire disparaître également. C'est à ce moment-là que Johan intervient et vient en aide à Hugues. Ce soir-là, Hugues est empoisonné à la suite d'un complot. Johan s'en mêle et décide de découvrir qui est le traître. Il peut être soit Amauri, oncle de Hugues, soit Thibaud, son cousin, soit Bertrand, son frère. Avec l'aide de la sorcière Rachel, Johan et Hugues découvrent que le maître de Roucybeuf n'est autre qu'Amauri. À la fin de l'album, Amauri est vaincu et le père d'Hugues reprend sa place à la tête de la baronnie de Roucybeuf.

## Personnages
- Johan : découvrant l'état de la baronnie, il vient en aide aux serfs avec l'aide de compagnons et sauve le chevalier Hugues.
- Hugues : fils aîné du baron - premier en ligne de succession
- Bertrand (1er suspect) : frère cadet d'Hugues, buveur et joueur, il a des dettes envers tous les seigneurs des environs.
- Amauri (2e suspect) : oncle d'Hugues, il est d'une cupidité et d'une avarice sordide, mais il est surtout le fameux "maître" qui complote pour s'emparer du domaine.
- Thibaud (3e suspect) : cousin d'Hugues, il est orgueilleux et ambitieux. Dans une case, cependant, il est appelé Thibaub avec un b.
- Ordéric : sénéchal du château, il est aussi le complice du maître et dirige ses hommes de mains.
- Boémond : serviteur fidèle, il participe au sauvetage d'Hugues après son empoisonnement.
- Garin et Robert : les deux compagnons de Johan. Il y en a un troisième, nommé Louis.
- Rachel : la sorcière de la forêt participe au sauvetage d'Hugues en lui donnant un antidote.
- Le baron de Roucybeuf : conservé en vie pour servir d'otage, il est libéré par Johan.
- Quelques autres personnages secondaires, un aubergiste, des truands, un geôlier, un garde, le Père Paul...